# Wupperinsel (Leverkusen)
Die Wupperinsel ist eine durch den linken Seitenarm der Wupper (den Mühlengraben) gebildete Flussinsel in Leverkusen mit einer Fläche von 5,38 ha. Sie ist seit 1987 als Naturschutzgebiet ausgewiesen.

## Beschreibung
Das Fachinformationssystem des Landesamtes für Natur, Umwelt und Verbraucherschutz in NRW beschreibt das Gebiet als geschützt liegende Insel zwischen Wupper und Mühlengraben. Und weiter:

„Der überwiegende Teil wird von einer im Süden der Insel liegenden frischen, artenarmen Glatthaferwiese eingenommen. Auf der Uferböschung des Mühlengrabens ist ein alter Gehölzsaum aus mächtigen Pappeln erhalten. An der südlichen Spitze der Fläche befindet sich eine Neophyten-Hochstaudengesellschaften. Das nördliche Drittel der Insel ist Betriebsgelände der städtischen Abwasserentsorgung mit unterirdischem Rückhaltebecken und auf der Betondecke aufliegenden Kiesschicht mit 5 künstlichen Tümpeln. Um das Betriebsgelände hat sich ein Feldgehölz mit Mischwald entwickelt. Nach Süden schließt sich zur Wiese hin ein Gebüsch an. Das gesamte Gelände wurde regelmäßig von der Wupper überschwemmt und ist stark schwermetallbelastet. Die Wiese ist die einzige Glatthaferwiese mit LRT-Einstufung in Leverkusen und gleichzeitig der einzige Standort mit Schlangenknöterich. Das Gebiet hat lokale Bedeutung für den Biotopverbund entlang der Wupper (FFH-Gebiet). Wichtig ist ein Erhalt der Wiesenfläche, eine Verhinderung der übermäßigen Eutrophierung, und die weitere Entwicklung der naturnahen Feldgehölze. Erhalt von stehendem Totholz (Pappeln).“

## Schutzziele
Schutzziele sind
- Erhaltung einer unzugänglichen Insel mit Ufergehölzen, Gebüsch und
- Entwicklung von artenreichem Grünland.